# Montalbo
Montalbo es un municipio y localidad española de la provincia de Cuenca, en la comunidad autónoma de Castilla-La Mancha. El término municipal tiene una población de 705 habitantes (INE 2024). 

## Geografía
El municipio tiene un área de 73,72 km² con una población de 705 habitantes (INE 2024) y una densidad de 8,67 hab./km². Comparte con el municipio vecino de El Hito la laguna homónima, que destaca por su biodiversidad.

## Historia
A mediados del siglo XIX, la villa tenía contabilizada una población de 1141 habitantes. Aparece descrita en el decimoprimer volumen del Diccionario geográfico-estadístico-histórico de España y sus posesiones de Ultramar de Pascual Madoz de la siguiente manera:

MONTALVO: v. con ayunt. en la prov. y dióc. de Cuenca (9 leg.), part. jud. de Belmonte (4), aud. terr. de Albacete (17), c. g. de Castilla la Nueva (Madrid 19): sit. en una pendiente suave que se inclina al NE. sobre un terreno llano en estremo salitroso: su clima es frio y espuesto á heladas en la primavera por la frecuencia con que reina el viento de N. las enfermedades mas comunes son nerviosas y pulmonares. Consta de 250 casas de mala construccion y pocas comodidades á escepcion de algunas que son regulares, formando calles sin empedrar llanas, pero de mal piso y especialmente en invierno; hay 2 plazas publicas, en una de las cuales está la casa consistorial muy deteriorada; á 200 pasos del pueblo y en un cerro que le domina por la parte S. se ven las ruinas de un cast. de construccion árabe, perteneciente al actual duque de Granada: y su morada en tiempo del feudalismo: la escuela de primeras letras está concurrida por 70 alumnos y su dotacion consiste en 1,500 rs. y una pequeña retribucion que dan los padres de los niños: el térm. escasea de aguas y estas malas á escepcion de las de un pozo del cual se surte el vecindario: la igl. parr. bajo la advocacion de Santo Domingo de Silos, está servida por un cura de primer ascenso y un beneficiado; el nombramiento del primero es de S. M. ó del ordinario segun los meses en que vaca. Confina el term. por N. con fincas de los propios de Huete y con Palomares del Campo; por E. con Zafra y Villar de Cañas; por S. Villarejo de Puentes, y O. con el de Hito: su estension de N. á S. es de una leg. y de igual dist. de E. á O.: comprende unas 9.000 fan. de tierra labrantía de las que pertenecian á la igl., curato, ánimas y demas santuarios 300: el terreno en su mayor parte es llano, tenaz, muy cargado de salitre y medianamente productivo; á la parte NE. de la v. hay un monte de mata baja, que pertenece á los propios y otro al S. propio del duque de Granada; de N. á S. corre durante una parte del invierno un pequeño arroyo que hace innecesarios los puentes por su poca agua: entre el térm. de este pueblo y el de Hito se encuentra una laguna formada por las lluvias de invierno, cuya circunferencia será de 1/2 leg.: en ella se encuentran ánades, flamencos y otras aves acuáticas: los caminos son locales y la carretera denominada de las Cabrillas que desde Madrid conduce á Valencia, y otro camino que desde Belmonte dirige á Cuenca pasan por este pueblo: tanto el estado de unos, como el de los otros es poco cómodo: la correspondencia se recibe en la estafeta del pueblo domingos miércoles y viernes los de Madrid, y el lunes, miércoles y viernes de Valencia, tambien hay parada de postas con 8 caballos de servicio. prod.: trigo, centeno, cebada, avena y algun vino; se cria ganado lanar de muy buena clase y caza de liebres, perdices y conejos. ind.: la agrícola, 3 tejedores de telas del pais y algunos vec. dedicados á la fabricacion del salitre, elaborándose todos los años sobre 1,000 a. que se conducen á los depósitos del Pedernoso, Alcaráz y Tembleque. comercio: la esportacion de cereales y del salitre, é importacion de art. de consumo diario, como arroz, bacalao agrios, aceite, legumbres y telas de algodon. pobl.: 287 vec., 1,141 alm. cap. prod.: 3.089,940 rs. imp.: 154,497. El presupuesto municipal asciende á 4,500 rs., de los que se dan al secretario de ayunt. 1,500, y el todo se cubre con los prod. de propios y el déficit por reparto vecinal.
(Madoz, 1848, p. 519)

## Demografía
Montalbo cuenta con una población de 705 habitantes (INE 2024).
| Gráfica de evolución demográfica de Montalbo entre 1842 y 2021                                                                                                |
| |
| Población de derecho según los censos de población del INE Población de hecho según los censos de población del INEEn este censo se denominaba Montalvo: 1842 |

## Personas notables
- Guillermo Zúñiga, fotógrafo y cineasta del siglo XX.
- Marina Sánchez Calleja, nacida en 1993. Médico, investigadora científica y logopeda.